# LG Electronics
LG Electronics – jeden z komponentów konglomeratu LG utworzony w 1958 roku. LG Electronics stanowią 142 oddziały lokalne odpowiedzialne za produkcję i sprzedaż urządzeń elektronicznych, takich jak sprzęt RTV, AGD, IT, klimatyzatory i pompy ciepła.

## Działalność w Polsce
Na terenie Polski funkcjonują 3 spółki LG Electronics. Największą wśród nich pod względem przychodowym jest LG Electronics Mława Sp. z o.o. Mławska i wrocławska spółka należą w całości do LG Electronics Inc. LG Electronics Polska Sp. z o.o. natomiast w całości jest własnością LG Electronics European Holding B.V.

### LG Electronics Mława
LG Electronics Mława Sp. z o.o. jest producentem telewizorów i monitorów z ekranami ciekłokrystalicznymi oraz OLED. W mławskiej fabryce są również wytwarzane urządzenia elektroniczne dla przemysłu motoryzacyjnego. Spółka wyprodukowała w roku 2020 11,2 mln wyrobów, z czego 8,98 mln stanowiły telewizory i monitory, natomiast 2,25 mln urządzenia dla motoryzacji.
Spółka powstała w roku 1999 na bazie zakładów CURTIS Electronics. Początkowo przedsiębiorstwo produkowało telewizory CRT, później uruchomiono produkcję telewizorów LCD. W roku 2021 spółka zatrudniała 1642 osoby. Prezesem spółki jest Jeong Tack Kim.
| Pozycja          | Wartość (mln PLN) 2021 | Wartość (mln PLN) 2020 |
| ---------------- | ---------------------- | ---------------------- |
| Przychody        | 15 837                 | 10 616                 |
| Wynik operacyjny | 565                    | 305                    |
| Wynik netto      | 432                    | 239                    |
| Aktywa           | 5 076                  | 4692                   |

### LG Electronics Wrocław
LG Electronics Wrocław Sp. z o.o. jest producentem sprzętu AGD, m.in. pralek i lodówek. W roku 2019 przedsiębiorstwo zatrudniało około 700 osób. Prezesem spółki jest Jeom Sang Lee.
| Pozycja          | Wartość (mln PLN) 2022 | Wartość (mln PLN) 2021 |
| ---------------- | ---------------------- | ---------------------- |
| Przychody        | 2 406                  | 2463                   |
| Wynik operacyjny | 54                     | 49                     |
| Wynik netto      | 31                     | 46                     |
| Aktywa           | 1 405                  | 1074                   |

### LG Electronics Polska
LG Electronics Polska Sp. z o.o. prowadzi oddziały w Czechach i na Słowacji. Prezesem spółki Yooseon Kim.
| Pozycja          | Wartość (mln PLN) 2020 | Wartość (mln PLN) 2019 |
| ---------------- | ---------------------- | ---------------------- |
| Przychody        | 3 155                  | 2958                   |
| Wynik operacyjny | 64                     | 59                     |
| Wynik netto      | 58                     | 41                     |
| Aktywa           | 1 065                  | 1053                   |